# Iulian Crivac
Iulian Crivac, né le 4 juillet 1976 à Pitești (Roumanie), est un footballeur roumain, qui évolue au poste de milieu de terrain au FC Argeș Pitești et en équipe de Roumanie.
Crivac n'a marqué aucun but lors de ses deux sélections avec l'équipe de Roumanie en 2000.

## Carrière de joueur
- 1994-1999 : FC Argeș Pitești
- 2000-2001 : FC Rapid Bucarest
- 2001- : FC Argeș Pitești

## Palmarès

### En équipe nationale
- 2 sélections et 0 but avec l'équipe de Roumanie en 2000.

### Avec le FC Argeș Pitești
- Vainqueur du Championnat de Roumanie de football D2 en 2008.